# Andrés Linares
Andrés José Vicente Ramón Linares González (1784-1816) fue un militar venezolano que luchó durante la guerra de independencia de su país y de Colombia.

## Biografía
Tradicionalmente se lo llamaba Andrés José Linares Quintero, hijo de Juan Linares y de Juana Quintero, nacido en San Lázaro, en Trujillo, actual Venezuela, el 22 de agosto de 1780 o 1790. Debido a esto, el municipio donde se encuentra San Lázaro fue renombrado Municipio Andrés Linares el 22 de agosto de 1970 y fue apodado en vida «Heracles de la montaña» por su gran estatura. Sin embargo, investigaciones más recientes lo llaman Andrés José Vicente Ramón Linares González, hijo del andaluz Vicente Linares Abendaño y la canaria María Rita González Ruiz, nacido en Caracas el 3 de febrero de 1784. Se casó en 1809 con María del Carmen García Correa, con quien tuvo dos hijos.
Unido a la carrera militar desde muy joven, en 1810 apoyo la revolución que creó la Junta Suprema de Caracas y posteriormente la Primera República de Venezuela. Se unió a la fuerza que sometió la rebelión monárquica de Valencia en 1811. Un año más tarde, ante la victoria del capitán de fragata Domingo de Monteverde, debió partir al exilio en las Provincias Unidas de la Nueva Granada. Ahí se unió al brigadier Simón Bolívar en la campaña Admirable de 1813, participando de las batallas de Cúcuta, Los Horcones y Taguanes. Después de comenzar la Segunda República de Venezuela luchó en Bárbula, Las Trincheras y Araure. Posteriormente sirvió a las órdenes del brigadier Rafael Urdaneta, liderando una carga contra el coronel realista José Ceballos en la defensa de Valencia y sufriendo la derrota de Arao. Fue parte de la emigración de Occidente y el 17 de septiembre de 1814 intentó defender Mucuchíes del teniente coronel realista Sebastián de la Calzada, incluso las mujeres de la localidad le ayudaron, pero la villa finalmente cayó.
Al llegar a Trujillo, Urdaneta le dio el mando del batallón Barlovento. Nuevamente exiliado en Nueva Granada, se unió a Bolívar. Ayudo en la toma de Bogotá y el asedio de Cartagena de Indias. Posteriormente fue enviado a la provincia de Antioquia, donde asumió el mando del ejército provincial y fue vencido por el coronel realista Francisco Warleta en la Ceja Alta. Fue capturado después de participar en La Plata y fusilado en la plaza junto a la capilla de El Humilladero, en Bogotá, el 3 de septiembre de 1816.
Alcanzó el grado de capitán en 1814, el de teniente coronel en 1815 y el de coronel en 1816.